# Parc national du Circé
Pour les articles homonymes, voir Circé (homonymie).
Le parc national du Circé est un parc national d'Italie. Il se situe le long de la côte tyrrhénienne, au sud du Latium (Italie). Il couvre près de 8 500 hectares.
Le parc a été créé sur ordre de Benito Mussolini, sur les conseils du sénateur Raffaele Bastianelli, pour préserver les derniers vestiges des marais pontins qui étaient en cours de récupération à cette époque. C’est le seul parc national d’Italie à n’occuper qu’une plaine et une zone côtière.
Sa création en 1934 évita la destruction totale d'une forêt primaire, la Selva di Terracina, vouée au déboisement dans le cadre des travaux d'assèchement de la zone (1920-1934). De cette forêt, seul un quart a été préservé, soit 3 260 ha. Le Parc est reconnu en tant que réserve de biosphère par l'UNESCO depuis 1977.

## Objectifs
Le Parc national du Circé a pour vocation de protéger différents biomes. Il comporte cinq ensembles principaux :
- la forêt primaire, survivance de la Selva di Terracina ; elle se caractérise par des zones marécageuses temporaires qui se forment à l'automne. On peut y trouver des  sangliers, daims, renards, blaireaux, lièvres.
- le promontoire du Mont Circé, haut de 541 m, qui était une île dans l'antiquité ; parmi les nombreuses grottes côtières d’intérêt naturaliste figurent la Grotta Guattari, où en 1939 un crâne d’Homo neanderthalensis a été trouvé, la Grotta delle Capre (« Grotte des Chèvres »), la Grotta dell’Impiso, la Grotta del Fossellone et la Grotta Breuil ; cette dernière était également habitée par l’homme de Néandertal.
- les dunes de sable qui se sont formées sur les cordons littoraux ayant relié l'île à la côte : elles s'étendent sur 28 km entre le cap Portiere et la tour Paola ;
- les zones humides, constituées des quatre lagunes côtières de Sabaudia, Caprolace, Monaci et Fogliano, qui sont ce qui reste des marais pontins. Elles abritent actuellement une vaste faune d’oiseaux aquatiques (aigrette garzette, grue, oie, vanneau huppé, alouette, courlis ), ainsi qu’à des espèces rares comme la tortue des marais. Avec une profondeur maximale de deux mètres, elles sont reliées à la mer par une série de canaux.
- l'île de Zannone, ultime acquisition du parc en 1979. Inhabitée, elle est couverte de bois de chênes et de chênes verts, et est la seule île de l’archipel à avoir conservé sa couverture végétale d’origine. On y retrouve enfin un mammifère, le mouflon corse introduit sur l'île dans les années 1920.

## Galerie

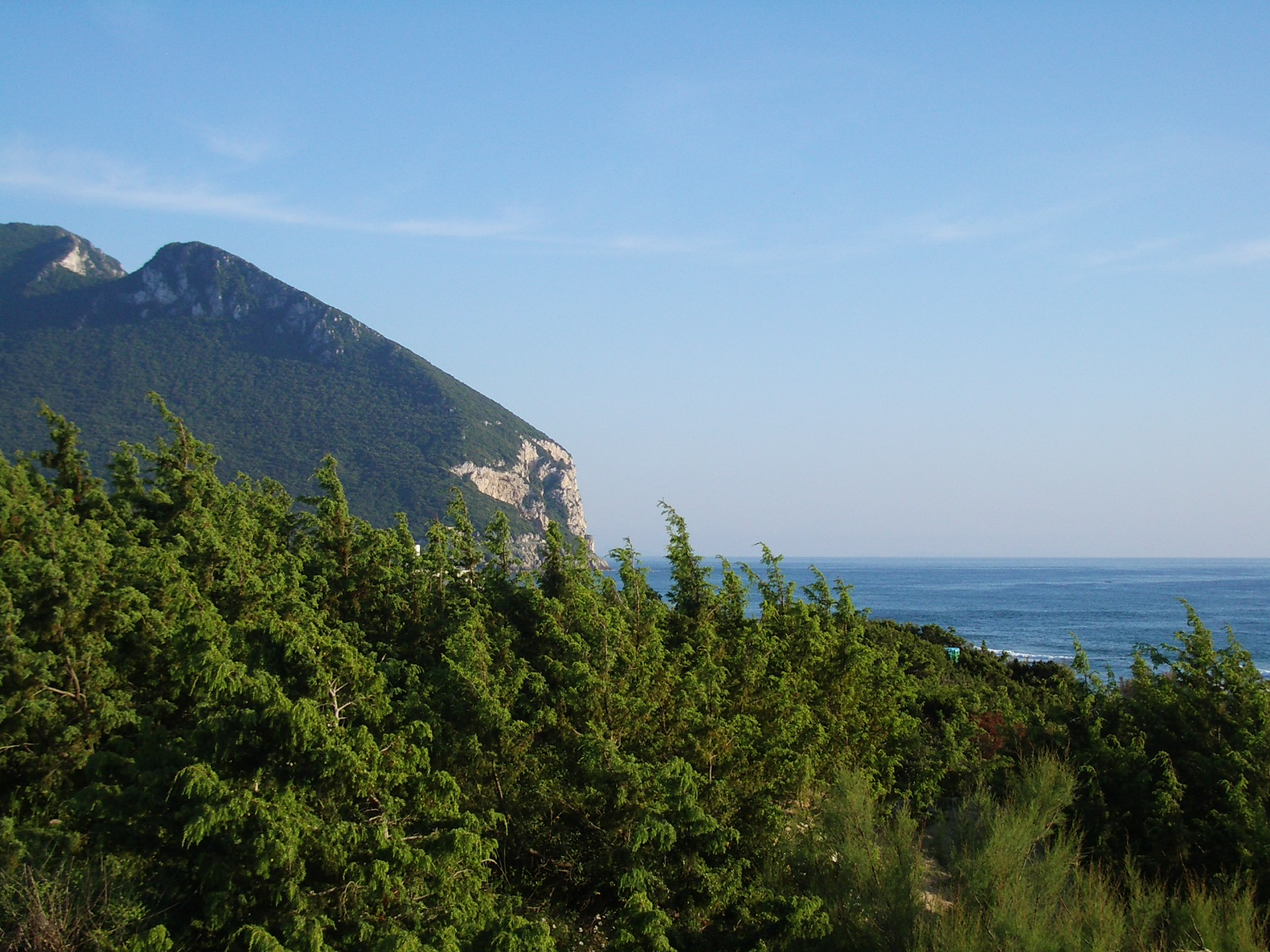
Vue du parc.
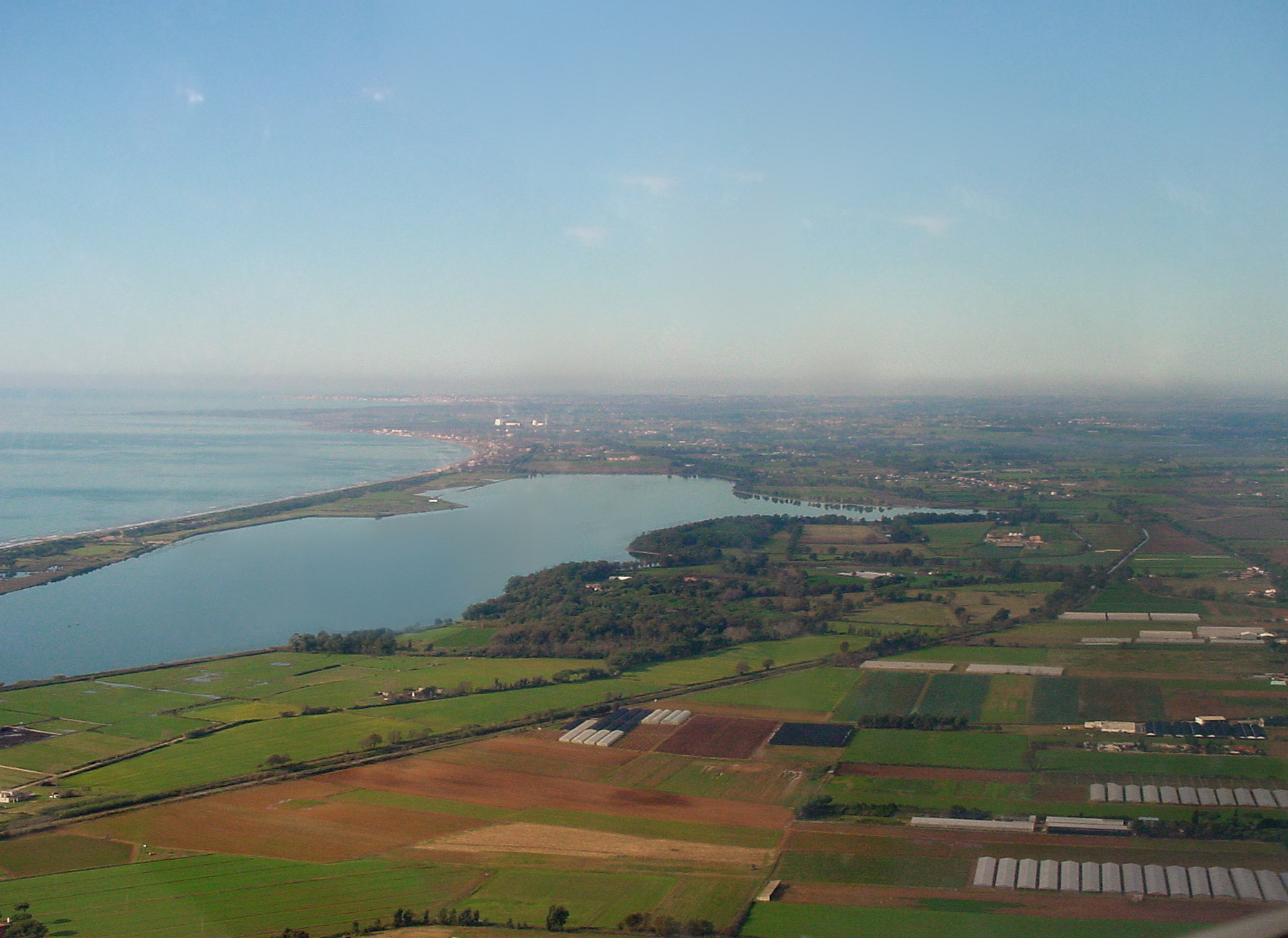
Lac côtier.
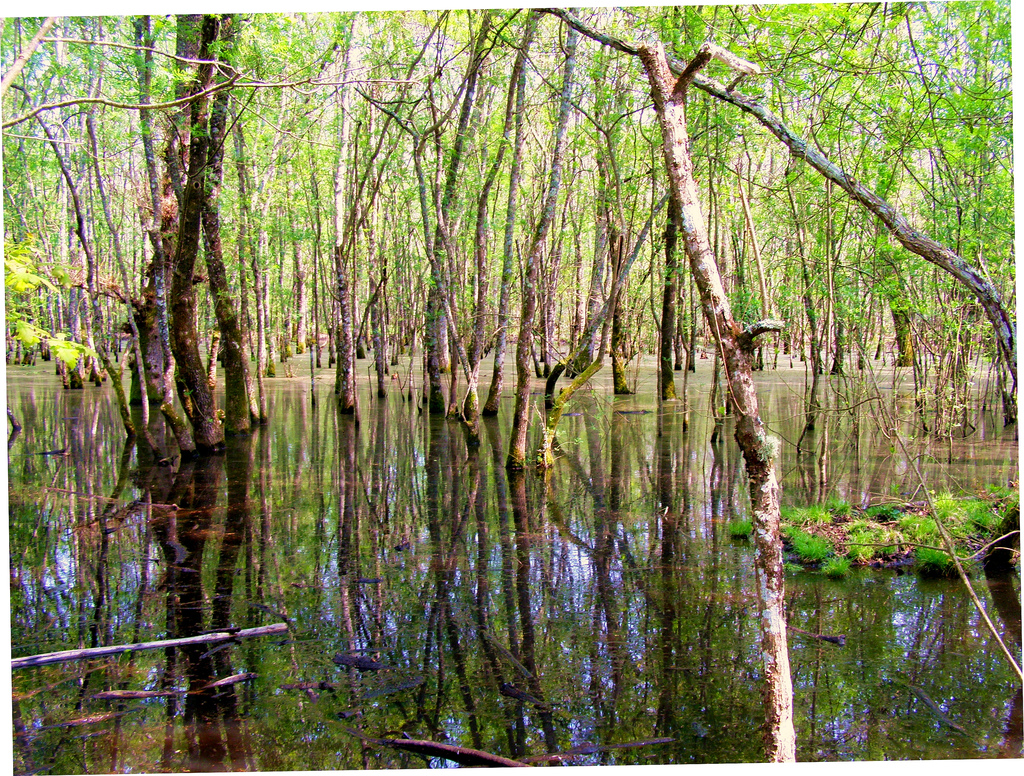
Forêt.
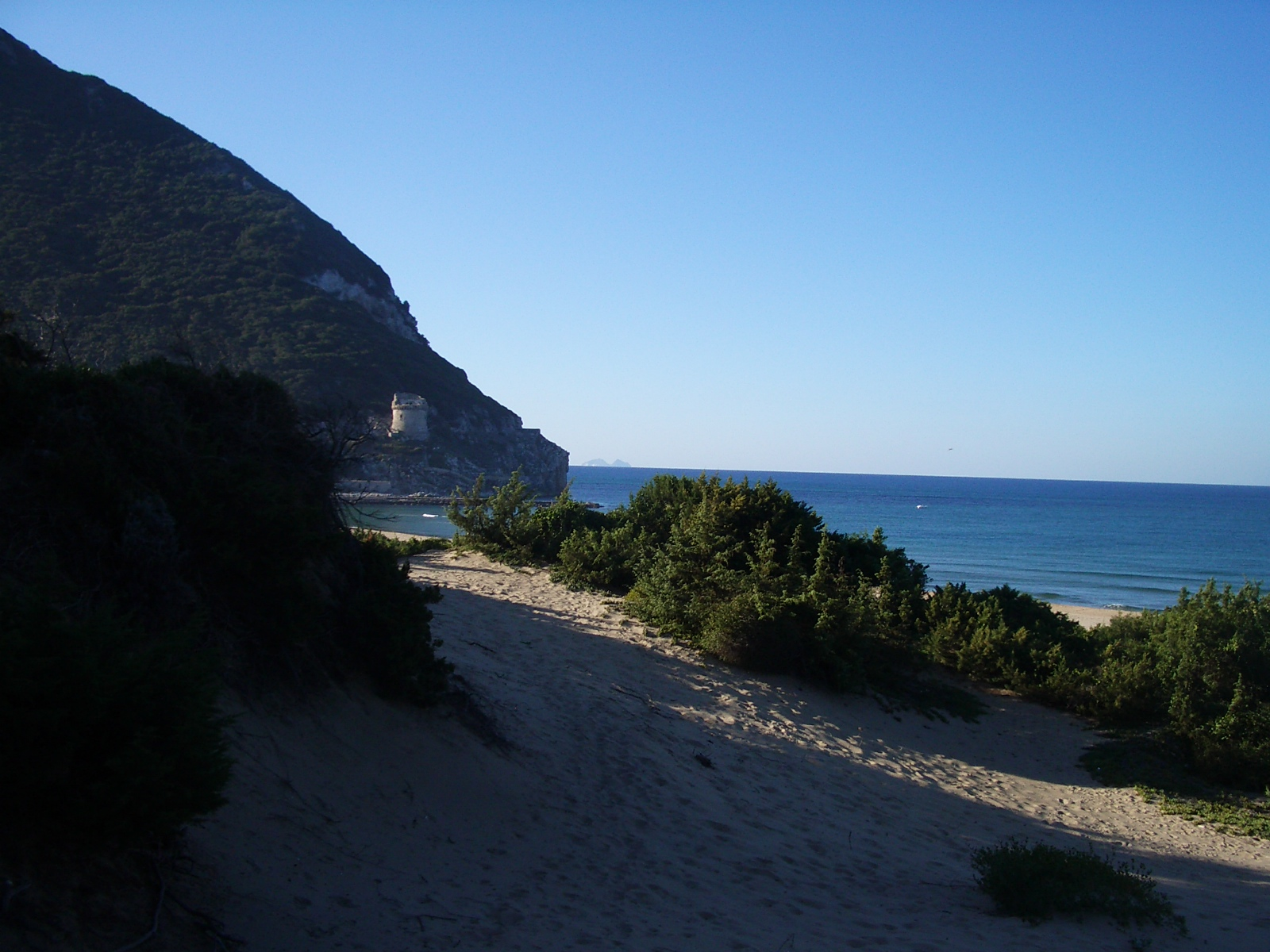
Dune littorale.
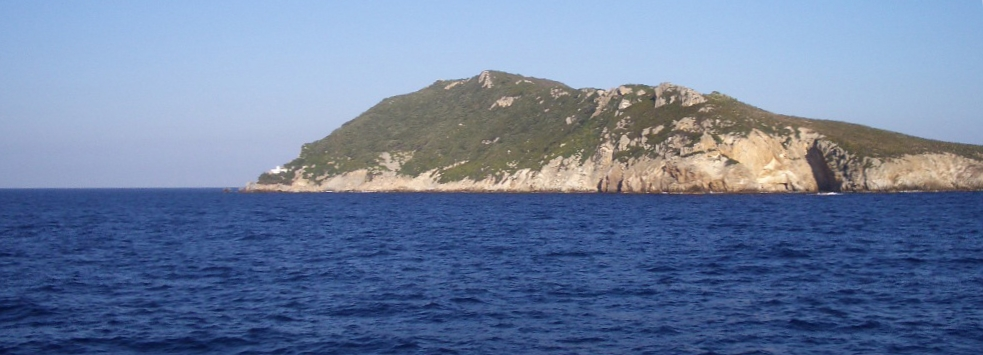
Ile de Zannone.
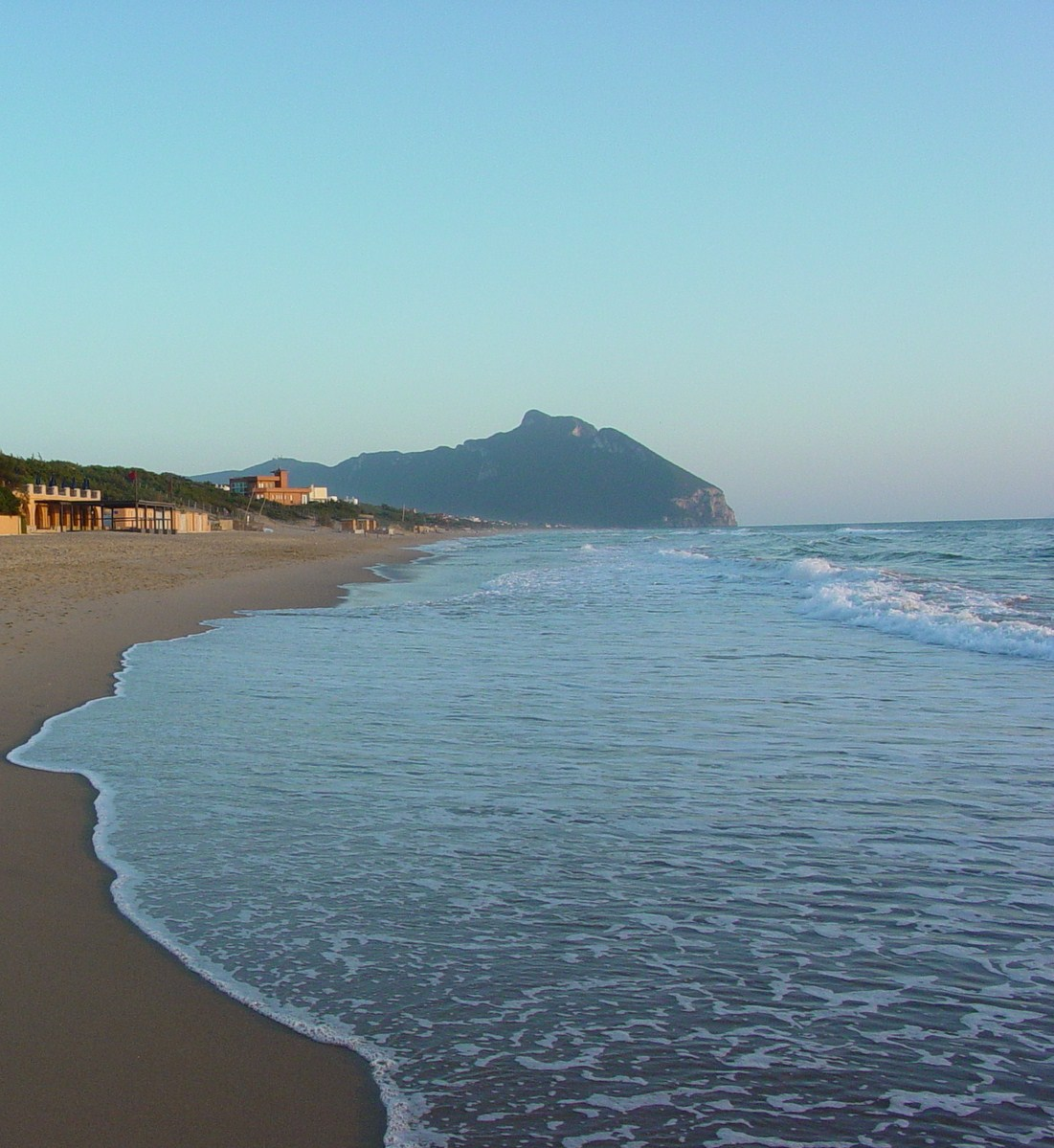
Vue du Mont Circeo.